# キメラ (古生物学)

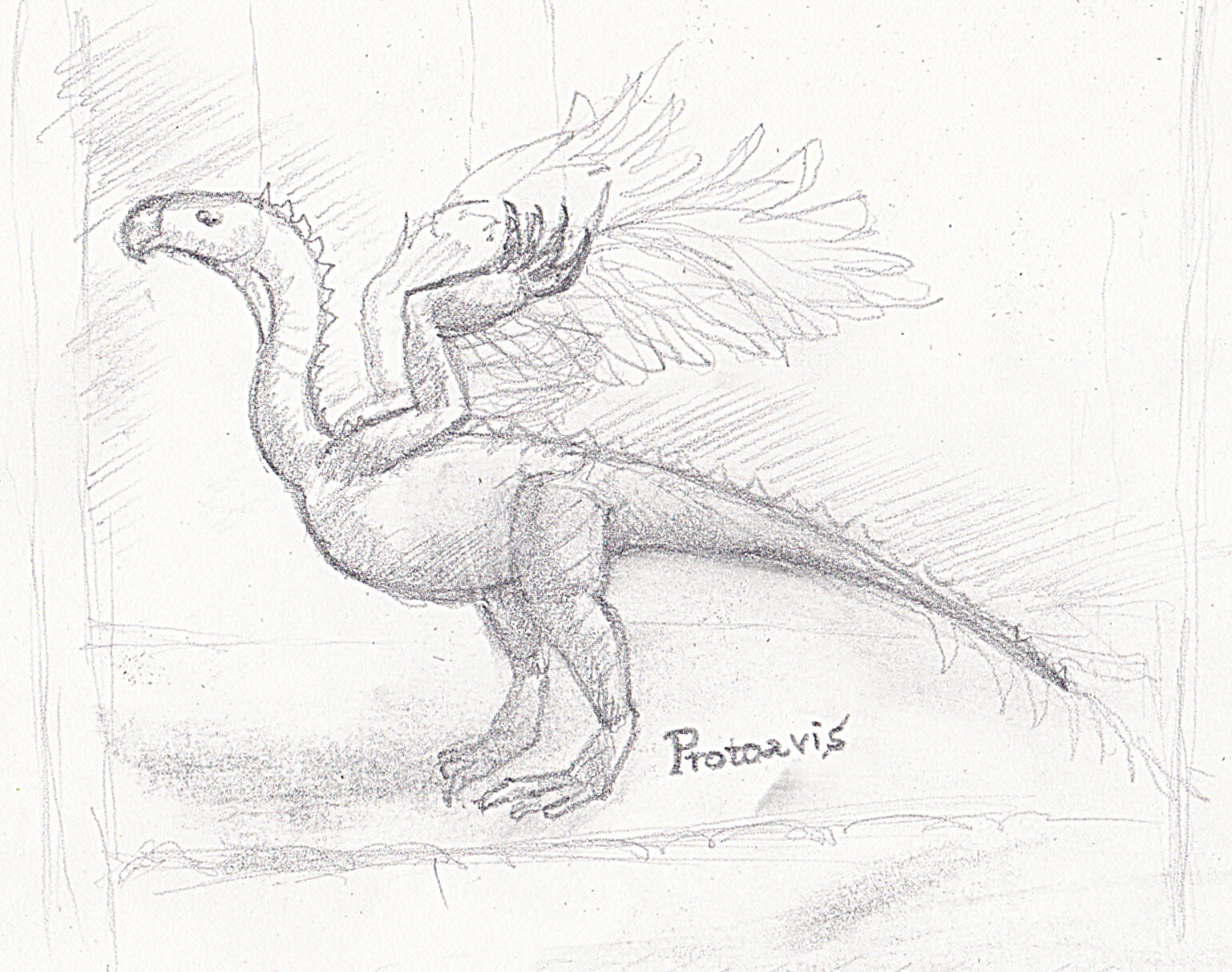
プロトアビスの復元図

古生物学におけるキメラ（英 : Chimera）とは、複数の種あるいは属の動物が混合した状態の化石で構成されていることを指す。言い換えれば、それらは古生物学者によって、複数の動物の化石を一体分の化石として命名などする誤りであり、時には作り話でもある。キメラの代表的な例としてはプロトアビスが挙げられる。

## 古生物学的キメラの一覧
- アルカエオラプトル（英語版）[1][2]

- アヴァロニアヌス（英語版）[3]

- バガラアタン[4]

- ダコタラプトル[5][6]

- ダリアンラプトル（英語版）?[7][8]

- コーテニチェラ（英語版）?[9]

- ラメタサウルス（英語版）?[10]

- ルキバン（英語版）[11]

- オルニトプシス・フルケイ[12]

- ピルトダウン人[13]

- ポラカントイデス?[14]

- プレカーソル（英語版）? [15]

- プロトアビス[16][17]

- サウロファガナクス[18]

- テイヒヴェナトル（英語版）[19]

- ウルトラサウロス[20]